# Пролив Королевы Шарлотты
Проли́в Королевы Шарлотты (англ. Queen Charlotte Strait) — пролив, отделяющий северную часть острова Ванкувер от материковой части Британской Колумбии.

## География

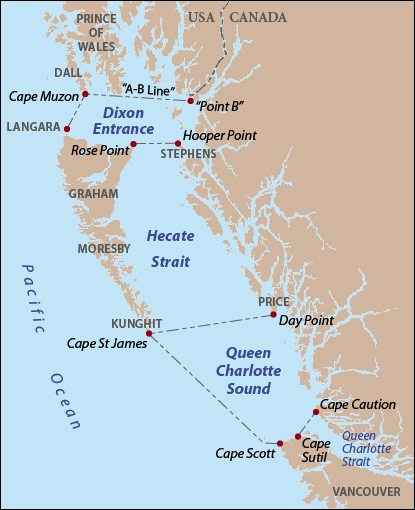
Проливы у берегов Британской Колумбии. Пролив Королевы Шарлотты в нижнем правом углу карты.

Пролив соединяет залив Королевы Шарлотты, расположенный на севере, с проливами Джекфиш, Джонстон, Дискавери, Джорджия на юге. Северная граница пролива проходит от мыса Сутил на территории провинциального парка Кейп-Скотт в северной части острова Ванкувер до мыса Каушн на побережье материковой части Британской Колумбии. Южная граница пролива проходит севернее и восточнее острова Малколм. Пролив является частью Внутреннего пути между островами тихоокеанского побережья Северной Америки, позволяющего морским судам пройти от берегов Аляски до берегов штата Вашингтон избегая суровых штормов открытых вод Тихого океана. Внутренний путь широко используется для паромного сообщения, а в летнее время и круизными судами. На берегах пролива в северо-восточной части острова Ванкувер находятся населённые пункты Порт-Харди и Порт-Мак-Нил.

## История
5 августа 1786 года капитан Джеймс Стрэндж, руководитель экспедиции в составе двух судов — «Капитан Кук», под командой капитана Генри Лоури, и «Эксперимент», под командой капитана Джона Гиза, назвал пролив в честь королевы Шарлотты, супруги английского короля Георга III. По утверждению капитана Джорджа Ванкувера пролив Королевы Шарлотты получил своё наименование от С. Веджборо из команды судна «Эксперимент», но скорее всего это ошибка. Задолго до появления европейцев на обоих берегах пролива жили индейцы народа квакиутл, основным занятием которых было рыболовство.